# Godelieve Quisthoudt-Rowohl

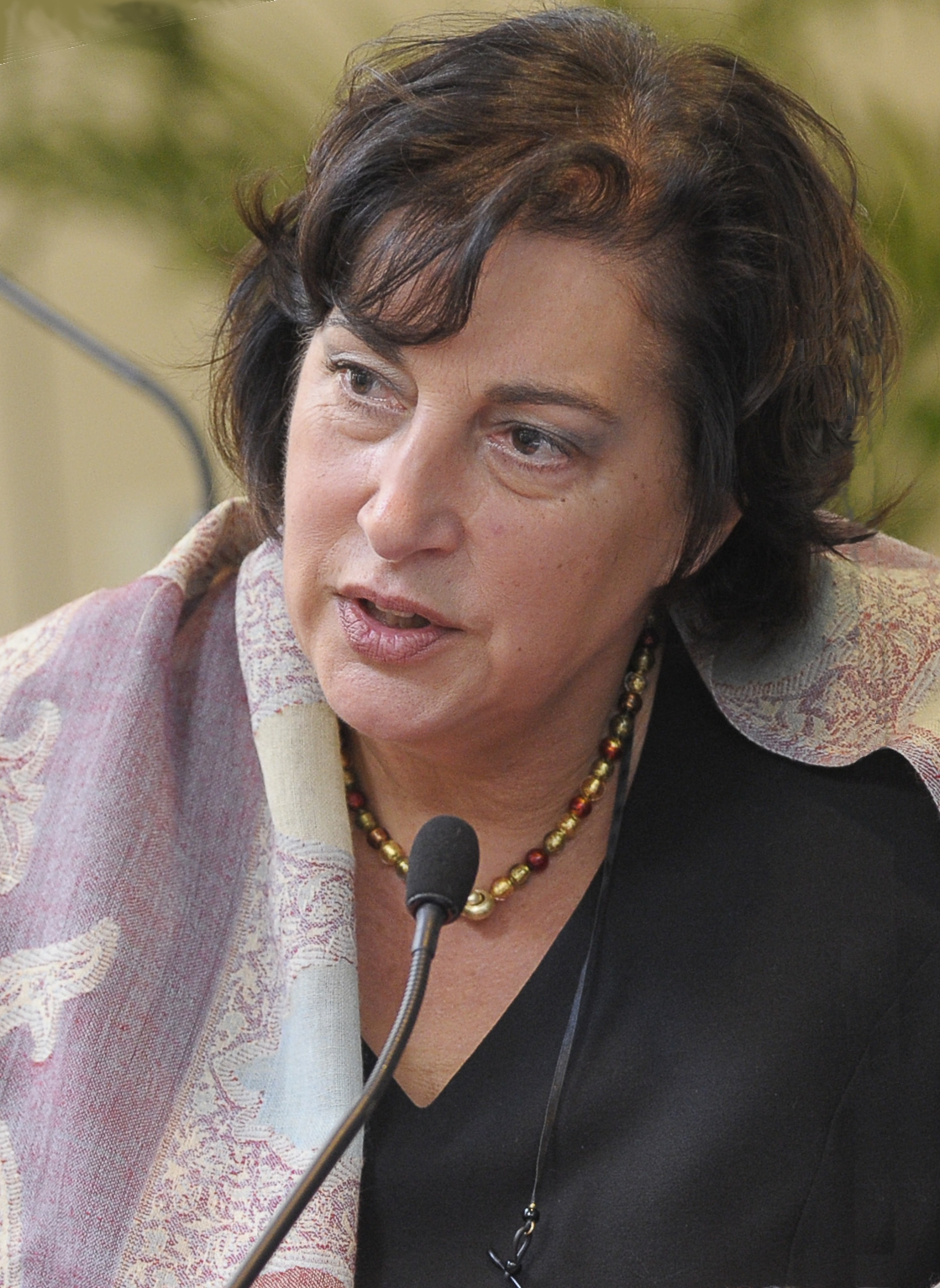
Godelieve Quisthoudt-Rowohl (2010)

Godelieve Quisthoudt-Rowohl (* 18. Juni 1947 in Etterbeek, Belgien) ist eine deutsche Politikerin der niedersächsischen CDU und war von 1989 bis 2019 durchgehend Mitglied des Europäischen Parlaments. Sie war Sprecherin der Europäischen Volkspartei (EVP) im Ausschuss für internationalen Handel (INTA), Vorsitzende der UK-Monitoring Group des INTA, Vizesprecherin im Unterausschuss für Menschenrechte (DROI) sowie Vizevorsitzende der Delegation des Europäischen Parlaments für die Beziehungen zu Kanada.

## Leben

### Universität
Quisthoudt-Rowohl studierte Chemie und war von 1972 bis 1973 Stipendiatin am Max-Planck-Institut für Biophysikalische Chemie in Göttingen. 1973 wurde sie an der Universität Leuven zur Dr. phil. nat. promoviert. Von 1974 bis 1978 war sie als wissenschaftliche Assistentin am Institut für Klinische Biochemie und Physiologische Chemie an der Medizinischen Hochschule Hannover tätig. Im Zeitraum von 1979 bis 1988 arbeitete Quisthoudt-Rowohl als wissenschaftliche Angestellte am Institut für Angewandte Sprachwissenschaft der Universität Hildesheim. Im Jahr 2009 verlieh ihr die Universität Hildesheim die Honorarprofessur. Quisthoudt-Rowohl hielt u. a. Gastvorlesungen an der Universität Kaliningrad, an der European Business School und an der Harvard University.

### Politische Karriere
Quisthoudt-Rowohl ist Mitglied der CDU und seit Ende der 1980er Jahre in Niedersachsen, Deutschland und der Europäischen Union politisch aktiv.

#### Deutschland

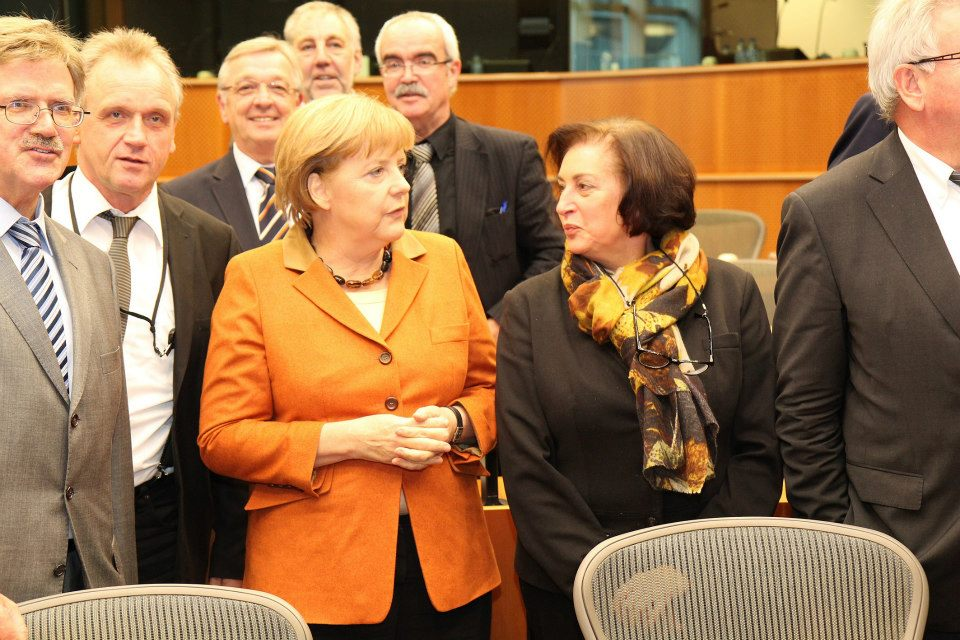
Quisthoudt-Rowohl mit Angela Merkel

Seit 1990 ist Quisthoudt-Rowohl im Landesvorstand Niedersachsen. Von 1994 bis 2012 war sie zudem Mitglied im Bundesvorstand der CDU. Im Rahmen dieser Tätigkeit galt sie als maßgebliche Unterstützerin der Nominierung von Angela Merkel als Kanzlerkandidatin im Jahr 2004.
Außerdem war sie seit 2009 Mitglied im Europaausschuss des Deutschen Bundestages und zeitweise Mitglied des Bundesvorstands der Frauenunion.   Von 2005 bis 2009 war sie Vorsitzende des Stadtverbands der CDU Hildesheim.

#### Europa
Quisthoudt-Rowohl war von 1989 bis 2019 durchgängig Mitglied des Europäischen Parlaments und gehörte damit bei ihrem Ausscheiden – zusammen mit Elmar Brok und Karl-Heinz Florenz – zu den dienstältesten CDU-Abgeordneten des Europäischen Parlaments. Von 1997 bis 2007 war sie als Quästorin im Präsidium des Parlaments tätig.
Quisthoudt-Rowohl hatte sich vor allem auf den Bereich Forschung und Wissenschaft sowie Wirtschaft und Internationalen Handel spezialisiert.
Die internationale Organisation Transparency International verlieh Quisthoudt-Rowohl im Rahmen des Integrity Watch Programms die Bestnote 0 beim External Activity Indicator. Mit einer Anwesenheitsquote von 85 Prozent bei Parlamentssitzungen gehörte sie zu den Spitzenreitern der EVP-Fraktion.

#### Politische Projekte und Positionen
Quisthoudt-Rowohl initiierte 2005 erste Gespräche zwischen den europäischen Meeresforschungsinstituten und dem Europäischen Parlament, um über die rasant voranschreitenden Klimaveränderungen, den globalen Meeresspiegelanstieg, die nachhaltige Nutzung maritimer Ressourcen, die zunehmenden Bedrohungen und Schäden durch Flutwellen, Erdbeben und extreme Wetterereignisse sowie die fortschreitende Zerstörung der maritimen Umwelt zu beraten und einen Konsens über die Prioritäten zukünftiger Meeresforschung herbeizuführen.
Im Rahmen ihrer Mitgliedschaft im Ausschuss für internationalen Handel setzte sie sich dafür ein, europäische Autohersteller gegen Dumpingpreise chinesischer Aluminiumfelgen zu schützen. Auf ihren Antrag hin kritisierte der Ausschuss die Türkei heftig dafür, dass Zypern immer noch keine Waren dorthin ausführen dürfe und forderte die Türkei auf, so schnell wie möglich das Ankara-Protokoll zu ratifizieren. Sie verlangte von der Türkei, das Urheberrecht wirksam durchzusetzen und so Markenpiraterie zu unterbinden. 2009 setzte sie sich für eine Stärkung der europäischen kleinen und mittleren Unternehmen (KMU) durch mehr Teilnahme am internationalen Handel und für eine Intensivierung der Beziehungen zu den USA ein. Sie war daran beteiligt, dass Russland ein neues Energieabkommen mit der EU ratifizierte. Quisthoudt-Rowohl hielt das europäische Glühlampenverbot für bevormundend und undemokratisch, weil es am Parlament und damit der Öffentlichkeit vorbei beschlossen wurde. Sie wirkte daran mit, dass die Gebühren für Mobiltelefonate im Ausland (Roaming) innerhalb der EU gedeckelt wurden.
In der Eigenschaft als stellvertretendes Mitglied im Entwicklungsausschuss wirkte sie daran mit, dass die EU ab 2010 Studentenaustausche und Projekte der Demokratieförderung in China und Indien fördert und dass die Kommission den Kinderrechten einen höheren Stellenwert einräumt. Quisthout setzte sich dafür ein, dass Jungen und junge Männer nicht länger benachteiligt werden. 2003 regte sie eine Überprüfung der Verwendung von EU-Geldern für die palästinensische Autonomiebehörde an, um sicherzustellen, dass diese nicht zur Unterstützung von Terrorgruppen zweckentfremdet werden.
Im Rahmen der Neufassung der RoHS-Richtlinie (2010) wurde Quisthoudt-Rowohl vom PVC-Hersteller Vinnolit dafür gelobt, dass sie sich gegen eine Beschränkung dieses Werkstoffes eingesetzt hatte.
Auf Einladung der "German Conference at Harvard" (USA) beschrieb sie die Deutschen in einem Vortrag. Sie warb darum, die Pluralität moderner Gesellschaften anzunehmen und die deutsche und europäische Identität nicht als Gegensätze, sondern als komplementär zu verstehen.
Von 2012 bis 2017 war sie EVP-Berichterstatterin für das EU/USA-Freihandelsabkommen (TTIP).
Bei der Europawahl 2019 kandidierte Quisthoudt-Rowohl nicht mehr.
Im November 2020 wurde sie zur stellvertretenden Vorsitzenden der Ludwig-Erhard-Stiftung gewählt.

#### Ausschüsse, Delegationen und Berichte

##### Ausschüsse
- 1989–2004: Ausschuss für Forschung, Energie und Technologie; 1991–1999: Stellvertretende Vorsitzende und Sprecherin der EVP-Fraktion[26][27]
- 1989–2004: Stellvertretendes Mitglied des Ausschusses für Wirtschaft, Währung und Industriepolitik
- 2004–2007: Stellvertretendes Mitglied des Entwicklungsausschusses
- 2004–2019: Mitglied des Ausschusses für Internationalen Handel; 2007–2009: Stellvertretende Vorsitzende; seit 2018: Sprecherin der EVP-Fraktion

- 2009–2019: Stellvertretendes Mitglied des Ausschusses für Auswärtige Angelegenheiten
- 2014–2019: Mitglied sowie Vize-Sprecherin der EVP-Fraktion im Unterausschuss für Menschenrechte

##### Delegationen
2009 - 2014
- Delegation für die Beziehungen zu den Vereinigten Staaten als stellvertretendes Mitglied, Delegation in der Parlamentarischen Versammlung Europa-Lateinamerika (dort Sprecherin der EVP-Fraktion)
- Delegation für die Beziehungen zu den Ländern der Andengemeinschaft und Delegation für die Beziehungen zur Parlamentarischen Versammlung der NATO.

2012 - 2014
- Vorsitzende der Beobachtungsgruppe für die Handelsbeziehungen zwischen Australien und Neuseeland.

2015 - 2019
- Delegation für die Beziehungen zu Kanada (Erste Vizevorsitzende)
- Delegation für die Beziehungen zu Indien (Stellvertretendes Mitglied)

Berichterstatterin (Auswahl)
- 1998: 5. Forschungsrahmenprogramm
- 2001: Ausführungsbestimmungen des 6. Forschungsrahmenprogramms
- 2003: Stellungnahme des Handelsausschusses für den REACH-Bericht
- 2003: Abkommen über technische und wirtschaftliche Zusammenarbeit EU – Israel
- 2007: Wirtschafts- und Handelsbeziehungen EU – Russland
- 2010: Zollkontingent für Einfuhren von hochwertigem Rindfleisch
- 2011: OMNIBUS / Anti-Dumping und Antikorruptionsschutz
- 2012: Ständige Berichterstatterin für die USA im Ausschuss für internationalen Handel
- 2015: DROI-Opinion zur "Umsetzung der Empfehlungen des Parlaments von 2010 zu Sozial- und Umweltnormen, Menschenrechten und zur sozialen Verantwortung der Unternehmen"

Privatleben
Quisthoudt-Rowohl ist verheiratet und hat vier erwachsene Kinder. Sie lebt im niedersächsischen Hildesheim. Sie ist Vorsitzende des Beirates der bischöflichen Stiftung „Gemeinsam für das Leben“ in Hildesheim. Außerdem ist sie Gründungsmitglied des Dombauvereins Hohe Domkirche Hildesheim. Sie ist Schirmherrin des europäischen Hauses der Begegnung für benachteiligte Jugendliche. Sie trägt das Bundesverdienstkreuz am Bande.

## Schriften
- Mit Benjamin Fairbrother: Europäische Handelspolitik: von Rom bis Lissabon. Konrad-Adenauer-Stiftung, Berlin 2010, ISBN 978-3-941904-28-6.
- Bericht über die Wirtschafts- und Handelsbeziehungen zwischen der EU und Russland In: Berichte des Europäischen Parlaments. Europäisches Parlament, 2007 (Deutsch und Englisch).
- Politik für ein innovatives Europa. In: Günter Rinsche, Ingo Friedrich: Weichenstellung für das 21. Jahrhundert: Erfordernisse und Perspektiven der europäischen Integration. Böhlau, 1998, ISBN 3-412-14297-2, ISBN 978-3-412-14297-1.
- Europäische Forschungspolitik. In: Günter Rinsche, Ingo Friedrich: Europa als Auftrag: die Politik deutscher Christdemokraten im Europäischen Parlament 1957–1997: von den Römischen Verträgen zur politischen Union. Böhlau, 1997, ISBN 3-412-00897-4, ISBN 978-3-412-00897-0, S. 171 ff.
- Mit Ingo Beckedarf: Europäische Forschungspolitik. In: Europa zwischen Alltag und Vision: neun Beiträge von Abgeordneten des Europäischen Parlaments und ein Szenario aus dem dritten Jahrtausend. Bloch, 1996, ISBN 3-929686-04-X, ISBN 978-3-929686-04-3, S. 169–184.
- Bericht zur Mitteilung der Kommission über die Perspektiven für die wissenschaftlich-technische Zusammenarbeit mit den Neuen Unabhängigen Staaten. Europäisches Parlament, 1995.
- Spezifisches Programm für Forschung, technologische Entwicklung und Demonstration im Bereich fortgeschrittener Kommunikationstechnologien und -dienste. Europäisches Parlament, 1994.
- Bericht: über den Vorschlag der Kommission für einen Beschluß des Rates über die Bereitstellung zusätzlicher Mittel für das Dritte Gemeinschaftliche Rahmenprogramm im Bereich der Forschung und technologischen Entwicklung. Europäisches Parlament, 1992.
- Der Umgang mit Briten und anderen Exoten. Erfahrungen aus dem Europa-Parlament. In: Jürgen Beneke: Kultur, Mentalität, Nationale Identität. Bonn, Dümmler 1992, ISBN 3-427-63111-7, S. 7–13.
- Empfehlung des Ausschusses für Energie, Forschung und Technologie betreffend den Gemeinsamen Standpunkt des Rates im Hinblick auf die Annahme einer Entscheidung über die Verbreitung und Nutzung der Kenntnisse aus den spezifischen Programmen der Gemeinschaft für Forschung und technologische Entwicklung. Europäisches Parlament, 1992.
- Bericht des Ausschusses für Energie, Forschung und Technologie über den Vorschlag der Kommission für eine Entscheidung des Rates über die Verbreitung und Nutzung der Kenntnisse aus spezifischen Programmen der Gemeinschaft für Forschung und technologische Entwicklung. Europäisches Parlament, 1991.